# Austin Peck
Austin Peck (Honolulu (Hawaï), 9 april 1971) is een Amerikaanse acteur.
In 1995 nam hij de rol van Austin Reed in Days of our Lives over van Patrick Muldoon. Muldoon was erg populair, maar Peck werd al snel aanvaard door de fans en kreeg, mede veroorzaakt door zijn verschijning op de cover van Playgirl en het magazine YM, vaak de meeste fanmail van alle castleden,
In 1997 won hij samen met Christie Clark de Soap Opera Digest Award voor Hottest Romance. Enkele jaren later, in april 2002 verliet hij de serie, maar keerde terug in 2005.
Sinds januari 2007 speelt Austin Peck de rol van Brad Snyder in de soap As the World Turns en staat op contractstatus van 2 jaar, nadat hij ook officieel in de opening is toegevoegd.
Hij trouwde met actrice Tara Crespo op 16 april 2000: ze hebben 2 kinderen, A.J. (2002) en Roman (2005). Hij is nu samen met actrice Terri Colombino, die Katie Peretti speelde in As the World Turns.
- Library of Congress Control Number: no2010120897
- SNAC: w65b3cb0
- Virtual International Authority File: 156357269
- WorldCat: E39PBJqw36pffdfpjCRT6wJbh3